# وفائي ليلا
وفائي ليلا (18 أغسطس 1964 -)، شاعر سوري معاصر. ولد في دمشق ودرس فيها قبل أن ينتقل إلى مملكة البحرين ومنها إلى مملكة السويد حيث يستقرويمارس نشاطه الأدبي.

## حياته
ولد في حي ركن الدين الدمشقي لعائلة كبيرة حيث ترعرع بين إخوته وأبناء عمومته. وأنهى دراسته الثانوية في مدرسة دمشق الوطنية قبل أن يلتحق بكلية الآداب في جامعة دمشق ليدرس الفلسفة.
بدء عطاءه الأدبي في مطلع التسعينيات بقصيدة «متوقف عن الضحك» إلا أنه لم ينشر ديوانه الأول حتى غادر العاصمة السورية.
في عام 1996 انتقل ليلا إلى المنامة حيث ساهم في إثراء الحياة الثقافية في المملكة بمشاركته بالعديد من الندوات والأمسيات الشعرية إضافة إلى دوره المتميز في إ خراجمهرجان تاء الشباب في المنامة. واصدر معظم دواوينه الشعرية في تلك الفترة
إنتقل للعيش في السويد مطلع العام 2015 حيث تفرغ للشعر.

## أعماله

### المجموعات الشعرية
متوقفاُ عن الضحك 1997 دار الفارابي، بيروت.
مغسولاٌ بمطر خفيف 2003 دار جفرا، دمشق.
ما ليس... أنا 2006 دار الينابيع، دمشق.
يعطي ظهره للمرآة 2009 دار الفارابي، بيروت
رصاصة فارغة... قبر مزدحم 2015 دار المتوسط, ميلانو
اسمي أربعة أرقام 2017 Pages , أمستردام
قامة قصيرة لمعطف طويل 2020 مرايا للنشر والتوزيع، الكويت

#### الأعمال المسرحية
مدن الحب والخوف 2019

#### الأفلام
وجوه وأسرار 2020